# 2363 Cebriones
A 2363 Cebriones (ideiglenes jelöléssel 1977 TJ3) egy kisbolygó a Naprendszerben. Bíbor-hegyi Obszervatórium fedezte fel 1977. október 4-én.